# Stemodia coahuilensis
Stemodia coahuilensis là một loài thực vật có hoa trong họ Mã đề. Loài này được (Henrickson) B.L. Turner miêu tả khoa học đầu tiên năm 1993.